# Maison Catargiu
Pour les articles homonymes, voir Catargiu.
Cette page présente le nom de famille Catargiu ainsi que ses variantes.

Armoiries de la famille noble Catargiu.

La maison Catargiu est le nom d'une ancienne et influente famille noble moldave de la région de Tupilați, dont les membres ont joué un rôle politique important dans l'histoire de la Valachie, de la Moldavie et de la Roumanie.

## Membres notables
- Ștefan Catargiu (1789 – 1866), un homme politique moldave du XIXe siècle
- Alexandru Ștefan Catargiu (en) (1825 – 1897), un homme politique roumain
- Barbu Catargiu (1807 – 1862), un journaliste et homme politique roumain conservateur
- Lascăr Catargiu (1823 – 1899), un homme d'État conservateur roumain de Moldavie
- Nicolae Calimachi-Catargiu (en) (1830 – 1882), un homme politique conservateur roumain
- Elena Maria Catargiu-Obrenović (serbe : Елена Марија Катарџи-Обреновић ; 1831 – 1879), mère du roi Milan Ier de Serbie